# Kim Jong-eun (Miss Korea)
Kim Jong-un (en hangul: 김정은) es una modelo publicitaria y locutora independiente de Corea del Sur, el 2010 ganó el concurso Miss Korea.

## Carrera profesional

### Historia principal
Nacido en Daegu, una vez pasó su infancia en Sangju, Gyeongsang del Norte, y pasó su infancia en Andong, . En 2014 se graduó de la universidad.

### Premios
- Miss Korea 2010

### Carrera principal
- El 2010 se graduó de la Escuela secundaria para niñas Junghwa.
- El 2013 se tituló de derecho.
- El 2014 se convirtió en abogada.

- Datos: Q63150283